# Kościół Trójcy Świętej w Obrytem
Kościół parafialny Parafii pw. św. Jana Chrzciciela w Obrytem, erygowanej w 1398 r.
Kościół został wzniesiony w latach 1851-53 na miejscu poprzedniej świątyni drewnianej. Fundatorem kościoła był namiestnik Królestwa Polskiego, książę Michaił Gorczakow. Kościół wzniesiono dzięki staraniom ks. A. Ropelewskiego, pod kierunkiem budowniczego Wilhelma Arnolda. Konsekrowany w 1885 r. przez biskupa Henryka Kossowskiego, spalił się w 1915 r. W 1919 r. architekt Stefan Szyller stworzył projekt odbudowy i rozbudowy kościoła, który nie został zrealizowany. W latach 1924–1928 kościół został odbudowany i powiększony staraniem ks. Aleksandra Zalewskiego, według projektu architekta Aleksandra Sygietyńskiego.
Kościół jest położony w centrum wsi, na niewielkim wzniesieniu. Murowany z cegły, otynkowany, jednonawowy z wtopioną wieżą od frontu i niższym, węższym prezbiterium. Od zachodu półkolista kaplica. Fasada kościoła jest zwrócona na południe. Dach kryty blachą, na wieży znajduje się ostrosłupowy hełm.
Ołtarz główny eklektyczny z 2 ćw. XX w., projektu Stanisława Marzyńskiego, z obrazami Trójcy Świętej i Matki Boskiej Częstochowskiej. Organy kościelne z 1924 r. wykonane przez Stanisława Brzozowskiego. W 1993 r. rozbudowane z 3 do 10 głosów.